# الوی (ویرجینیای غربی)
الوی، غرب ویرجینیا (به انگلیسی: Alloy, West Virginia) یک منطقهٔ مسکونی در ایالات متحده آمریکا است که در ویرجینیای غربی واقع شده‌است.

## خصوصیات
الوی ۲۰۰٫۸۷ متر بالاتر از سطح دریا واقع شده‌است.